# Pisenus chujoi
Pisenus chujoi es una especie de coleóptero de la familia Tetratomidae.

## Distribución geográfica
Habita en Japón.